# Hyadesia neartica
Hyadesia neartica är en kvalsterart. Hyadesia neartica ingår i släktet Hyadesia och familjen Hyadesidae. Inga underarter finns listade i Catalogue of Life.